# Wataru Ishizaka
Wataru Ishizaka (石坂 わたる Ishizaka Wataru, sinh năm 1976) là một chính khách Nhật Bản, nhân viên xã hội và cựu giáo viên trường học cho người khuyết tật. Ông trở thành một trong hai chính khách đồng tính nam công khai đầu tiên được bầu vào chức vụ trong lịch sử Nhật Bản vào tháng 4 năm 2011 khi ông được bầu vào hội đồng quận Nakano, Tokyo. Người còn lại là Taiga Ishikawa, người được bầu vào hội đồng quận Toshima.

## Tuổi thơ
Sinh ra ở Ota-ku, Tokyo, Ishizaka lớn lên ở thành phố Inagi.

## Sự nghiệp
Trong cuộc bầu cử vào ngày 24 tháng 4 năm 2011, ông đã trở thành viên chức công khai đồng tính công khai đầu tiên của Nhật Bản với Taiga Ishikawa, người đầu tiên được bầu vào Quốc hội Phường Toshima cùng ngày. Ông cũng là thành viên đầu tiên của Phường Nakano có trình độ nhân viên y tế tâm thần.
Vào ngày 6 tháng 7 năm 2017, ông đã giúp thành lập "Liên đoàn Nghị viện đô thị LGBT". Nó nhằm mục đích truyền bá các quy định và biện pháp bảo vệ quyền con người của người thiểu số tình dục cho chính quyền địa phương trong cả nước thông qua hội nghị địa phương.